# Лоббизм в США
Лобби́зм в США — легальный вид деятельности, в зависимости от региона, по продвижению или отставке различных законопроектов как на федеральном уровне, так и на уровне большинства штатов.
Лоббизм регламентируется рядом нормативных актов, а лоббисты-профессионалы должны в обязательном порядке регистрироваться и подавать отчёты о своей деятельности. Отношение государственных властей к лоббизму зависит от штата (региона). В некоторых штатах лоббистская деятельность полностью запрещена, в других она регулируется законодательно. Лоббизм на федеральном уровне регулируется рядом законов, большинство которых было принято после Второй мировой войны. Лоббизмом могут заниматься как американские, так и иностранные организации. Лобби делятся на профессиональные, продвигающие интересы тех или иных профессиональных групп, и этнические (еврейское (израильское), армянское, ирландское и другие). Некоторые этнические лобби добиваются принятия решений, благоприятных для их стран происхождения. Например, армянское лобби добилось выделения значительной американской помощи Республике Армения. Услугами лоббистов пользуются даже некоторые государства, желающие получить то или иное решение американских властей в свою пользу. В американском обществе отношение к лоббистам неоднозначное. Часть американцев считает их деятельность вредной для национальных интересов США. Зарегистрированные лоббисты находятся под пристальным вниманием общественных организаций и органов государственной власти Федерации и регионов. Отдельной категорией лоббистов в США являются «друзья суда» («amicus curiae»). С точки зрения американского законодательства они лоббистами не являются. Фактически «друзья суда» занимаются лоббированием тех или иных судебных решений (в том числе имеющих силу законодательного акта).

## История
Одна из первых попыток давления на принятие решений в истории независимых США относится к 1783 году, когда несколько сотен вооруженных ветеранов войны за независимость безуспешно требовали от Конгресса выплатить им дополнительные пособия. Термин «лоббизм» рано вошел в американский политический лексикон. Уже Дж. Мэдисон использовал слово «лоббизм» в своих посланиях к американскому президенту. В 1808 году слово «лобби» впервые зафиксировано в протоколах Конгресса США.
В 1867 году образуется первое лоббистская группа — объединение фермеров северо-западных штатов США, которое имело бюро в Вашингтоне и пыталось влиять на работу Конгресса.
В XIX веке было предпринято несколько слабых попыток ограничить лоббизм на федеральном уровне. Первый федеральный законопроект, регулирующий деятельность лоббистов в США, был принят Палатой представителей Конгресса США в 1876 году: он запрещал лоббистам устраивать деловые встречи для своих клиентов с другими законодателями из своего комитета. В 1913 году произошёл скандал, связанный с лоббизмом на федеральном уровне — при рассмотрении билля Андервуда-Симмонса выяснилось, что Национальная ассоциация промышленников имеет группу лоббистов-законодателей, которые всячески блокировали инициативы, которые ей могли повредить.
При президенте Франклине Рузвельте было принято несколько законов, ограничивающих лоббизм. Закон о холдинговых компаниях 1935 года требовал от всех лиц, ведущих деятельность в интересах зарегистрированных холдинговых компаний, подавать заявления в Комиссию по ценным бумагам и биржам, если они пытаются влиять на законодательные органы США, на Комиссию по ценным бумагам и биржам или на Федеральную энергетическую компанию. Закон о торговом морском флоте 1936 года требовал от лоббистов судоходных и судостроительных компаний регистрироваться и ежемесячно сообщать о своих доходах и расходах на лоббистскую деятельность.
Принятие федеральных законов 1938 и 1946 годов привело к обязательной регистрации лоббистов, что позволяет довольно точно оценить их количество в США. Например, в Вашингтоне было в 1981 году зарегистрировано 7 тыс. лоббистских организаций.
О высоком политическом значении лоббистов в 1980-е годы можно судить на следующем примере. В 1982 году был принят и подписан президентом Рональдом Рейганом закон, предусматривающий налогообложение доходов от банковских счетов и дивидендов, полученных от ценных бумаг. Против закона привлекли компанию по связям с общественностью Leo Barnett and Company, которая сумела организовать 22 миллиона надлежащим образом оформленных контактов избирателей со своими законодателями. В итоге уже через несколько дней обе палаты Конгресса США отозвали этот так и не вступивший в силу закон.
Даже ужесточение лоббистского законодательства в 1990-е — 2000-е годы не привело к исчезновению лоббизма. На начало 2010-х годов в стране зарегистрированы около 500 крупных лоббистских групп. 19 марта 1979 года состоялось первое официальное заседание Американской лиги лоббистов, которая в 2013 году была переименована в Ассоциацию профессионалов по связям с органами власти.

### Лоббистские скандалы 2000-х годов
В 2000-е годы произошло два крупных скандала, связанных с деятельностью лоббистов. Первый произошел в 2007 году, когда расследование показало, что лоббист Джеральд Кессиди добивался определённого распределения своим клиентам государственных субсидий путём обработки общественного мнения. Действия Кессиди формально не нарушали закон, но выглядели аморальными.
Гораздо более значимый по своим последствиям скандал был связан с деятельностью Джека Абрамоффа, который был известен тем, что лоббировал поддержку режима апартеида в ЮАР, добился снятия налогообложения с казино в индейских резервациях и сохранения за Северными Марианскими островами статуса зоны свободной от налогов, защищал российскую компанию «Нафтасиб» (в результате власти России смогли накануне дефолта 1998 года получить кредит МВФ), а также за 1,2 млн долларов организовал встречу президента США Дж. Буша-младшего с премьер-министром Малайзии Махатхиром Мохаммадом. В 2008 году Абрамоффа осудили на 4 года лишения свободы за нарушение лоббистского законодательства: предоставление должностным лицам дорогих подарков, обедов и ужинов в дорогих ресторанах, а также спортивно-туристических путешествий. В частности, Абрамофф финансировал поездки лидера республиканцев в Конгрессе Томаса Дэлея в Шотландию на отдых, предоставлял ему билеты на спортивные мероприятия и платил за его обеды и ужины в ресторанах. Также пострадали связанные с Абрамоффым политики. В 2006 году республиканец Рэнди Каннингем получил 8 лет тюрьмы за получение взяток на сумму 2,4 млн долларов, а в 2010 году Томасу Дэлею назначили 3 года тюрьмы за участие в преступном сговоре с целью отмывания денег. Последствием дела Абрамоффа стало принятие Конгрессом США Закона о прозрачности и отчетности при ведении лоббистской деятельности (Lobbying Transparency and Accountability Act), который ввёл ряд ограничений для парламентариев.

## Законодательство о лоббизме
Лоббизм в США бывает на двух уровнях — федеральном и на уровне штатов. Соответственно в первом случае он регулируется федеральными законами, а во втором законами штатов.

### Федеральное законодательство
Основополагаюшим документом утвердившим лоббизм в США является первая поправка к конституции. Первая поправка к конституции США, принятая в 1789 году, гарантирует среди прочего право «обращаться к правительству с просьбами».
Американское законодательство, регулирующее лоббизм в федеральных органах, представлено несколькими федеральными законами. Первым законом стал «Закон о регистрации иностранных агентов» (1938 год), который ввёл обязательную регистрацию иностранных лоббистов.
В октябре 1946 года Конгресс принял «Закон о регулировании лоббизма», который регламентировал лоббистскую деятельность в Конгрессе. Закон установил, что лоббист должен иметь высшее юридическое образование и 8 лет стажа работы в федеральных органах власти, а также предоставить письменное заявление под присягой, в котором должен был указать сведения о заказчике (его имя, адрес), срок найма, суммы гонораров и один раз в квартал предоставлять в Государственный департамент отчет с указанием тех документов, которые он собирается лоббировать. Верховный суд США признал этот закон конституционным. После принятия этого закона в США возникли открытые лоббистские структуры. 19 марта 1979 года состоялось первое официальное заседание Американской лиги лоббистов.
Закон об этической реформе (англ. Ethical Reform Act) 1989 года запретил лицам, занимающим некоторые должности федеральных государственных служащих (включая бывшего президента США), пытаться влиять на правительство в течение года после ухода с занимаемой должности.
Следующим актом, регламентирующим лоббизм на федеральном уровне, стал «Закон о раскрытии лоббистской деятельности», вступивший в силу 1 января 1996 года. Этот закон ввел понятие «лоббист» — бывший или действующий политик, который тратит более 20 % своего времени на продвижение интересов той или иной группы давления. Закон ввёл понятие «лоббистский контакт» — устное или письменное обращение физического лица или организации по вопросам:
- представления в Конгрессе или органах исполнительной власти резолюций, законопроектов или внесения поправок к уже существующим актам;
- управления федеральными программами: выдача лицензий, заключение контрактов, одобрения кредитов.

Кроме того, этот закон установил, что лоббист обязан по требованию должностного лица, к которому обращается, сообщить сведения о своей регистрации и данные о клиенте. На секретаря Сената и клерка Палаты представителей была возложена обязанность создать доступные для общественности списки лоббистов. Закон обязывал регистрироваться как иностранных, так и американских лоббистов и ввел штрафы за нарушение процедуры регистрации.
В 2007 году Конгресс принял «Закон о честном лидерстве и открытом правительстве», который ещё более ограничил деятельность лоббистов: был введён запрет на занятие лоббистской деятельностью для сенаторов (они могли заняться ей только через 2 года после отставки), государственному секретарю и министру обороны было пожизненно запрещено заниматься лоббизмом в той сфере, которую они курировали в правительстве.
В начале 2010-х годов лоббистской деятельностью могли заниматься государственные служащие с заработком менее 130,5 тыс. долларов в год.
В 2017 году Дональд Трамп ограничил возможность занятия лоббизмом для чиновников администрации президента США: для них введён пожизненный запрет на занятие лоббизмом в интересах иностранных правительств, а на прочее лоббирование 5-летний запрет.

### Законы штатов
На уровне штатов нормативные акты о лоббизме были приняты гораздо раньше, чем на федеральном уровне. Уже принятая 12 января 1877 года конституция Джорджии установила: «Лоббизм — это преступление. В соответствии с этим Генеральная ассамблея штата Джорджия объявляет лоббизм вне закона». Впоследствии в Джорджии за лоббизм было установлено суровое наказание — от 10 лет до 20 лет тюрьмы. Позже лоббизм был запрещен в штатах Луизиана и Теннеси, причем запрет сохраняется до сих пор. Большинство штатов пошло по пути установления законодательных ограничений на деятельность лоббистов. В 1890 году в Массачусетсе был принят закон, который определял, что лоббисты должны официально регистрироваться и отчитываться о расходах.
Во Флориде в 2005 году был принят закон «О мерах по этике для политических лиц», который ввел для лоббистов обязательную регистрацию (статус лоббиста предоставляется комитетом штата по этике), а также предоставление отчетов о своих доходах и расходах.
Вайоминг. В 1998 году принят закон «О регулировании лоббизма», который требует от лоббиста предоставлять отчеты о доходах, расходах, а также о получаемых кредитах, пособиях, скидках и подарках стоимостью более 50 долларов.

### Акты федеральных судов: регулирование лоббизма в судебной системе США
Отличием нормативного регулирования лоббизма в американской судебной системе является то, что закон не признает наличие лоббизма при рассмотрении судебных дел. Американист Н. Г. Зяблюк в 2002 году отметил, что подобное признание подмочило бы репутацию судебной системы и означало бы публичное признание со стороны государства того факта, что судебная система США зависит от внешних воздействий. Поэтому лоббизм в судебной системе США регулируется регламентами судов, причем понятие «лоббизм» в них отсутствует.

## Этические нормы американского лоббизма
Деятельность профессиональных лоббистов в США помимо законодательных актов регулируется этическими нормами, которым, несмотря на их необязательность, приходится следовать, так как их нарушитель рискует потерять репутацию. Этические нормы лоббизма отразились в разработанных в 1990 году семи «Вудстокских принципах» (они были созданы при участии Вудстокского теологического центра Университета Джорджтауна). Первый из этих принципов гласит: «Задача лоббирования должна принимать во внимание соображения общественного блага, а не просто узко понимаемые частные интересы клиента».

## Ответственность за нарушение законодательства о лоббизме
За нарушение отчётности лоббист может быть наказан штрафом до 200 тыс. долларов или тюремным сроком — до 5 лет.

## Формы поддержки, которую лоббист может оказать политику (чиновнику) в США
В США существуют следующие легальные формы поддержки, которую лоббист может оказать государственному служащему:
- Финансирование лоббистом фондов избирательных кампаний политиков. С 1995 года в США деньги кандидату (партии) можно перечислять только через его избирательный фонд или штаб;
- Финансирование лоббистом PR-кампании политика в СМИ;
- Обеспечение должностного лица высокооплачиваемой работой после истечения его полномочий;
- Информирование должностных лиц о важности конкретного законопроекта или иной инициативы.

При лоббировании нужного той или иной группе интересов решения суда также существуют две легальные формы поддержки со стороны лоббиста — финансовая (выделение средств на проведение того или иного дела) и информационная (предоставление суду информации по делу в форме заключения «друга суда»).
Незаконным является прямой подкуп политика, в том числе в виде поднесения ему подарков. В США (по состоянию на 2013 год) федеральный государственный служащий не может принять подарок стоимостью свыше 20 долларов, оплату еды, напитков и поездок (исключение составляют книги, но при условии, что они сопровождаются дарственной надписью автора, редактора или издателя.

## Предоставление оплачиваемой должности бывшему чиновнику (выборному политику)
Одной из форм поддержки чиновника (выборного политика) является предоставление ему (уже после отставки) оплачиваемой должности в коммерческой (в том числе лоббистской) структуре. В США такая форма поддержки называется «лоббистские двери» или «вращающиеся двери» («revolving door»). В США в 1970-е — 1980-е годы предоставление должностей в коммерческих структурах бывшим чиновникам (выборным политикам) встречалось редко. К концу 2000-х годов ситуация изменилась: в США появилось много лоббистов, которые ранее были чиновниками и конгрессменами.
Власти США приняли ряд нормативных актов, которые ограничили этот переход чиновников в лоббисты. Уже Билл Клинтон запретил бывшим конгрессменам заниматься лоббизмом, но этот запрет был отменен через месяц после его установления.
В 2007 году Джордж Буш-младший подписал «Закон о честном лидерстве и открытом правительстве» (Honest Leadership and Open Government Act of 2007), который установил «охлаждающий период» — срок после прекращения полномочий в течение которого бывшие члены Конгресса США не могли заниматься лоббизмом:
- 2 года для бывших сенаторов;
- 1 год для бывших членов Палаты представителей и бывшего высшего руководства Конгресса США.

Ограничения 2007 года касались только лоббирования интересов бизнеса и иностранных структур
21 января 2009 года Барак Обама своим указом установил «охлаждающий период» для чиновников высших административных уровней («senior executive service»):
- «Охлаждающий период» — 2 года;
- Запрет на занятие лоббизмом в отношении Администрации президента США до окончания ее полномочий.

Эти меры привели к сокращению числа зарегистрированных лоббистов в США с 13 729 человек в 2009 году до 11 172 человек в 2016 году.
Некоторые американские компании публикуют данные о переходе к ним сотрудников государственных структур. Примером является Google, которая создала специальный сайт Google Transparency Project.
Лоббистские двери работают также в обратном направлении — лоббисты переходят из коммерческих структур в государственные. Так, компания Goldman Sachs (она за 80 лет наиболее часто пользовалась «лоббистскими дверями») провела в администрацию Дональда Трампа 6 человек:
- Секретарь казначейства США Стивен Мнучин;
- Директор Национального экономического совета Гарри Кон;
- Старший советник по экономическим инициативам Дина Пауэлл;
- Главный стратег Стив Бэннон;
- Директор по коммуникациям Энтони Скарамуччи.

## Механизм лоббирования в США
Примером механизма лоббирования на уровне штата с небольшим населением является деятельность Ассоциации медицинских работников Западной Вирджинии (West Virginia Hospital Assoсiation), созданной в 1925 году. Эта некоммерческая структура объединяет большинство больниц штата Западная Вирджиния (на 2009 год в Ассоциацию входили 69 медицинских организаций с общей численностью персонала около 36 тыс. сотрудников). На 2009 год в Ассоциацию не вошли только 6 медицинских организаций Западной Вирджинии. При этом штат Ассоциации невелик — на 2010 год 19 сотрудников. В составе этой Ассоциации есть Законодательный отдел, который помогает членам Ассоциации в налаживании и укреплении отношений с правительственными чиновниками на всех уровнях, сообщает об изменениях в действующем законодательстве, готовит материалы для информирования общественности и СМИ об имеющихся проблемах в здравоохранении, организует кампании по сбору средств в избирательные фонды кандидатов на выборы в представительные органы власти. Алгоритм лоббирования Ассоциацией таков (на уровне Сената штата на 2010 год):
1. Подготовка повестки дня для законодателей. Она формируется одновременно двумя путями. Во-первых, работники Ассоциации встречаются с членами Ассоциации и выясняют у них пожелания. Во-вторых, работники Ассоциации сами формулируют законодательные инициативы, которые рассылают по членам Ассоциации на согласование. Члены Ассоциации подают на них отзывы;
2. На основе собранной информации Законодательный комитет Ассоциации обсуждает поступившие в повестку дня вопросы и передаёт их в Совет попечителей Ассоциации;
3. Совет попечителей Ассоциации утверждает повестку дня на текущую сессию;
4. Брифинги по продвижению повестки дня. На этих мероприятиях, проходящих на базе Ассоциации присутствуют члены Сената штата Западная Вирджиния, члены Ассоциации вместе с их сотрудниками и членами попечительских советов медицинских организаций. Брифинги являются формой продвижения утверждённой повестки дня.

Помимо брифингов по состоянию на 2010 год также практикуются встречи членов Ассоциации с сенаторами штата в специальные «лобби-дни» и в «День больницы в Сенате», а также приглашение членов сената на ежегодный завтрак на территории сельских больниц.

## Лоббизм в судебной системе США
Американские судьи, интерпретируя конституцию и законы, фактически являются законодателями, а решения Верховного суда США являются элементами политики. Исследователь Л. Эпстайн пришёл к выводу, что одни и те же группы интересов занимаются лоббированием как в Верховном суде США, так и в других органах власти Соединённых Штатов Америки.
Влияние лоббистов на назначение федеральных судей в США существует давно. Лоббисты добиваются того, чтобы на должности судей проходили нужные им лица, а некоторые лица не становились судьями. Еще в 1969 году благодаря лоббистской деятельности со стороны некоторых организаций (в частности профсоюзов) президент США Р. Никсон не смог назначить на должности членов Верховного суда США К. Хейнсуорт и Г. Карсуэлл.
Содержание решений судов США также во многом зависит от лоббистов. Судебный лоббизм в США существует в двух формах:
- Спонсирование судебных дел;
- Информирование суда в качестве «amicus curiae». Исследователь американского лоббизма Н. Г. Зяблюк пришел к выводу, что нет никакой разницы между письменным сообщением лоббиста министру и запиской «друга суда», адресованной Верховному суду США.

### Amicus curiae в судебной системе США
Amicus curiae в США очень часто представляют судам свои меморандумы (amicus brief). Верховный суд США поступающие от «друзей суда» меморандумы изучает и ссылается на них в большинстве своих решений. Известно, что Верховный суд США цитировал меморандумы «друзей суда» в 52 % дел, которые рассматривал в 2012—2013 годах. Как правило, Верховный суд США берет из заключений amicus curiae правовые аргументы. Научные доводы (например, медицинские) Верховный суд США заимствует из заключений amicus curiae намного реже. Из 606 ссылок на меморандумы «друзей суда», содержащихся в решениях Верховного суда США, вынесенных с 2008 по 2013 год только 124 ссылки (20 % ссылок) относились к неюридическим аргументам.
На одно дело, рассматриваемое Верховным судом США, порой поступает несколько десятков меморандумов «друзей суда». Например, на дело Burwell v. Hobby Lobby Stores, Inc. (решение по нему вынесено летом 2014 года) в Верховный суд США поступило более 80 меморандумов «друзей суда» (причем некоторые из этих меморандумов содержали многочисленные ошибки).

## Организационные формы лоббизма
Профессиональный зарегистрированный лоббизм в США существует в следующих формах (все они имеют примерно равные права и обязанности):
- Индивидуальные лоббисты;
- Лоббистские фирмы;
- Юридические фирмы, профессионально занимающиеся лоббизмом либо имеющие отделы лоббизма;
- Отделы крупных корпораций, специализирующиеся на лоббизме.

Кроме них существуют лоббисты, освобожденные от обязательной уведомительной регистрации. К этой категории (по состоянию на 2013 год) относятся:
- Люди, компании и организации, которые зарабатывают в течение квартала менее 3 тыс. долларов с клиента;
- Люди, компании и организации, которые тратят на лоббизм менее 11,5 тыс. долларов в квартал;
- Религиозные и благотворительные организации, которые тратят на лоббизм менее 20 % от всего объема своих расходов и не занимаются агитацией в пользу конкретных партий и кандидатов.

## Профессиональные лобби
Профессиональные лобби защищают интересы определённых отраслей экономики.

### Ядерная энергетика
Институт атомной энергии, основанный в 1994 году, занимается защитой ядерной энергетики и имеет собственное представительство в Вашингтоне. После аварии на японской АЭС Фукусима-1 Комиссия по регулированию ядерной энергетики во главе с Грегори Яцко обследовала все американские АЭС и сделала вывод, что они в целом безопасны. Однако затем Яцко ушел в отставку и в 2013 году обвинил ядерную отрасль в давлении на государство.
Exelon Corporation в 2010-х годах лоббировала тотальное ограничение торговли квотами на эмиссию парниковых газов, чтобы увеличить производство ядерной энергии за счёт сокращения энергии, производимой на сжигании углеводородов.

### Медицинские и фармацевтические лобби
Крупные медицинские и фармацевтические компании лоббируют определённые программы. Например, в начале 2010-х годов Американская стоматологическая ассоциация (American Dental Association) лоббировала в Конгрессе США финансирование стоматологических исследований, поддержку студенческих кредитов и программ стажировки, увеличение сумм стоматологического страхования, обязательное фторирование воды и борьбу с курением табака. «Kidney Care Partners» через лоббистскую фирму «Patton Boggs LLP» в начале 2010-х годов продвигала программы страхования, выступала против сокращения льготного лекарственного обеспечения, за социальные и финансовые программы помощи тем, кто подвергся пересадке почки. О высокой важности лоббирования для фармацевтической отрасли говорят ее расходы на лоббизм, которые в конце 1990-х — 2000-е годы значительно выросли. Если в 1998 году фармацевтическая отрасль США потратила на лоббизм 69,2 млн долларов, то в 2010 году уже 240,3 млн долларов, то есть расходы увеличились более, чем в три раза за 12 лет.
Не всегда лоббирование интересов фармацевтической отрасли осуществляется добросовестно. Например, в 2012 году Майкл Эллис, глава компании Metabolife International, был осужден к 6 месяцам тюрьмы и 20 тыс. долларов штрафа, в том числе за дачу заведомо ложных показаний, чтобы помешать запрету на свободное распространение эфедрин-препаратов (его компания через фирму Patton Boggs LLP боролась против введения запрета на свободное распространение биологически-активных добавок, содержащих эфедрин).

### Оружейное лобби
Оружейное лобби представлено Национальной стрелковой ассоциацией (National Rifle Association) — огромной организацией (около 4 млн членов, в том числе иностранных граждан). Ассоциация выступает в защиту права на владение оружием, поддерживает оружейных торговцев, финансирует курсы обучения технике безопасности при обращении с оружием, проводит разные соревнования в стрелковых видах спорта. За 2007—2012 годы Конгресс США принял 12 законодательных актов, пролоббированных Ассоциацией. Ассоциация поддерживает в основном Республиканскую партию. В 2012 году Ассоциация потратила на лоббизм 7,448 млн долларов.

## Этнические лобби
Этническое лобби в США защищают интересы граждан одной национальности, которые сами (или их предки) переселились в Штаты с территории, которую они считают своей исторической родиной. При этом связь с исторической родиной может быть лишь духовной. Например, предки многих американских армян прибыли в США не из нынешней Армении, а из других государств (например, из Египта и Ливана). Предки значительной части живущих в США понтийских греков прибыли в Америку не из Греции, а из Турции. Как правило, этническое лобби стремится склонить власти США к проведению внешней политики, выгодной тому современному государству, которое они считают своей исторической родиной. Однако из этого правила существуют исключения. Например, кубинское лобби добивается сохранения жестких санкций США против Кубы. Политики, представляющие этническое лобби, зачастую не принадлежат к той же национальности, что и члены общины, интересы которой они защищают. Например, в Конгрессе США никогда не было более 5 парламентариев армянской национальности одновременно, но в Армянский кокус Конгресса входит (по итогам выборов 2014 года) 90 конгрессменов и сенаторов.

### Армянское
В США существует довольно сильное армянское лобби, которое поддерживает связь с Арменией. Оно добивается следующих целей:
- Законодательное признание геноцида армян на федеральном уровне и на уровне штатов
- Разрешение карабахского конфликта в пользу армянской стороны
- Выделения значительной американской помощи Армении

В 1990-е — 2000-е годы армянское лобби смогло добиться принятия мер против Азербайджана (например, Поправка 907), а также выделения помощи Армении. Армянское лобби оказывает заметное влияние на развитие отношений США с Турцией.
В 1995—1996 годах армянское лобби приобрело организационные формы на федеральном уровне. В Конгрессе США с 1995 года действует Армянский кокус (по итогам выборов 2014 года в нём 90 конгрессменов и сенаторов), а в 1996 году возникли Армянский совет Республиканской партии США и Армяно-американский совет Демократической партии США.
Известным представителем интересов армянского лобби являлся член Армянского кокуса Майк Пенс (впоследствии вице-президент США при Дональде Трампе). Впрочем, с 2007 года, после получения контракта от поддерживающей интересы Турции фирмы Gephard, Пенс стал голосовать против резолюций армянского лобби.

### Греческое
Греческое лобби ориентируется на большую общину США, которая по данным переписи 2010 года составляет более 1 млн американцев греческого происхождения (ее основа — понтийские греки и их потомки). Греческое лобби объединяет с армянским лобби общая цель — противостояние Турции. Важной лоббистской группой греков США является Американо-греческий прогрессивный просветительский союз, который контролирует группу по греческим делам в Конгрессе США. Американо-греческий прогрессивный союз — авторитетная структура, основанная в 1922 году.
Иногда греческое лобби действует совместно с армянским. Например, 31 декабря 2012 года президенты Армянского национального комитета Америки и Американо-греческого прогрессивного союза К. Хачикян и Дж. Грассманидис совместно обратились к президенту США Б. Обаме с письмом, в котором потребовали выразить четкую позицию от имени США по вопросам геноцида младотурецким правительством армян и греков, также касательно оккупации Турцией Северного Кипра и расширения поддержки непризнанной Нагорно-Карабахской республики.
Основные цели греческого лобби следующие (по состоянию на 2000-е годы):
- признание США факта геноцида понтийских греков;
- блокировка военных и экономических сделок с Турцией в связи с оккупацией Северного Кипра;
- укрепление экономических, политических и военных связей США и Греции.

### Еврейское (израильское)
Еврейское лобби стало наиболее заметно в США после Второй мировой войны, когда было создано государство Израиль. США стали одним из основных спонсоров Израиля, а также всегда активно защищали его в ООН. Важной задачей еврейского (точнее израильского) лобби стало предотвращение оказания американской военной помощи арабским режимам, которые проводили антиизральскую политику. Эта задача очень сложна, так как, например, Саудовская Аравия, один из главных спонсоров палестинского движения, поддерживает очень тесные связи с США. Важнейшей лоббистской организацией является «Американо-израильский комитет по общественным связям», решение о создании которого было принято в 1954 году. Наиболее известным успехом Комитета стало блокирование в 1980 году сделки по продаже США боевых самолетов Саудовской Аравии. Опорой лобби считается многочисленная еврейская диаспора США. К 2010-м годам Комитет стал очень авторитетной организацией, о чём говорит тот факт, что на организованной им в 2012 году конференции присутствовали множество сенаторов и конгрессменов, а также президент США Б. Обама.
Кроме Комитета в США действуют ещё несколько произраильских лоббистских организаций (по состоянию на начало 2010-х годов) — «Христиане за Израиль» (крупнейшая), «Конференция президентов ведущих американских еврейских организаций», «Американский еврейский конгресс», «Американское отделение всемирной сионистской организации», «Сионистская организация Америки», «Лига по борьбе с клеветой», «Еврейский голос за мир», компания «J Street» и др. Формой деятельности израильского лобби является выделение средств со стороны еврейских организаций американским парламентариям. Например, в 2012 году от еврейских организаций пожертвования в размере от 67 600 до 341 170 долларов получили 20 сенаторов. В том же году 20 конгрессменов получили от еврейских организаций пожертвования в размере от 67 343 до 521 174 долларов. Среди парламентариев, получавших пожертвования еврейских организаций в 2012 году, были как демократы, так и республиканцы. В 2012 году затраты Американо-израильского комитета по общественным делам на лоббизм составили 2,761 млн долларов.

## Численность лоббистов
В США в 2011 году было зарегистрировано 12 655 лоббистов (по данным сенатского отдела по публичным записям).
Koch Industries
Одна из самых масштабных лоббистских групп в США связана с компанией Koch Industries. Компания финансирует общенациональную организацию активистов и добровольцев под названием «Американцы за процветание» а также систему аналитических центров и программ на базе университетов, финансируемых Koch Industries. Политическая позиция лоббистов Koch Industries представляет занимает радикальную часть спектра мнений относительно роли государства в рыночной экономике. Эта позиция сводится к тому, что основная задача правительства состоит в защите частной собственности и этим ограничивается.

## Результативность и окупаемость лоббизма
На первый взгляд, эффективность деятельности лоббистских организаций невелика: например, могущественный Американский совет законодательного обмена внес в 2011—2012 годах в законодательные собрания штатов 132 закона, из которых приняли только 9 %. Однако, такая эффективность для столь рискованных инвестиций считается нормальной, финансирование лоббизма остается высоким.
Лоббирование различных государственных дотаций и налоговых льгот в США зачастую приносит гигантские прибыли. Например, в 1996 году табачные компании пожертвовали во время выборов в Конгресс США более 10 млн долларов, а на следующий год табачная отрасль получила от Конгресса налоговых льгот на сумму 50 млрд долларов.

## Финансирование и крупнейшие клиенты лоббистов
На лоббирование в США тратятся очень большие деньги, причем имеется тенденция к увеличению расходов на этот вид деятельности. Так, выручка лоббистов в США с 1998 года по 2010 год выросла с 1,4 млрд долларов до 3,44 млрд долларов. В некоторых случаях имеет место финансирование лоббизма со стороны государства. Например, в 2015 году администрация президента Б. Обамы выделила профсоюзам в качестве грантов 70 млн долларов на содействие продвижению интересов работников в политическом процессе. О значении этой суммы говорит тот факт, что всего в 2015 году на услуги профессиональных лоббистов профсоюзы США потратили 46 млн долларов.
Абсолютное лидерство по расходам на лоббизм удерживает Торговая палата США. Наибольшие затраты на лоббизм в 1998—2013 годах понесли следующие клиенты лоббистов (общая сумма за этот период в млн долларов):
- Торговая палата США — 1’041,4
- Американская медицинская ассоциация — 299,4
- General Electric — 298,0
- Национальная ассоциация риэлторов[англ.] — 258,4
- Американская ассоциация больниц[англ.] — 254,5

## Отношение к лоббистам
В исследованиях встречаются самые противоположные оценки лоббизма, прежде всего этнического — от позитивных до крайне негативных. Причем их разделяют весьма крупные ученые. Так С. Хантингтон утверждал, что испаноязычные группы давления являются угрозой для национальных интересов США, в отличие от армянского, греческого или ирландского лобби. Мыслитель Б. Роббинс полагал, что этнический лоббизм оказывает негативное влияние на плюрализм и демократию. Профессор Джорджтаунского университета Й. Шеин, напротив, считает, что этнические лобби являются показателем развития демократии, так как являясь носителями американских ценностей, рекламируют их в стране своего происхождения. Российский исследователь А. С. Галстян выделяет две точки зрения на этнический лоббизм в США:
- Этнические лобби чрезмерно влияют на американскую внешнюю политику и представляют реальную угрозу американским национальным интересам;
- Уровень влияния этнических групп на американскую внешнюю политику преувеличен, а этнический лоббизм играет лишь положительную роль, так как является инструментом продвижения американских ценностей в мире.

В докладе российского фонда ИСЭПИ (2013 год) приведены три оценки лоббизма:
- Всемерная поддержка лоббизма, повышение статуса профессии лоббиста и уровня его профессионализма. Эту точку зрения активно продвигала Американская лига лоббистов (<All> American League of Lobbyists);
- Нейтральное отношение к лоббизму и его изучение. Эту точку зрения разделяет «Центр за ответственную политику[англ.]»;
- Последовательная критика лоббизма. Сторонники этой точки зрения утверждают, что граждане могут подавать в соответствии с Первой поправкой к Конституции США личные и коллективные жалобы и петиции без обращения к услугам профессиональных лоббистов.

## Общественный контроль за лоббистами
За лоббистами следит ряд общественных организаций (по состоянию на начало 2010-х годов), например: «Центр ответственной политики», «Общественный наблюдатель», и «Защитники потребителей».
Такие организации предают огласке факты недобросовестного поведения лоббистов, в том числе бывших сенаторов. Например, после ухудшения российско-американских отношений в 2014 году в лоббистских отчетах появилась информация о том, что Газпромбанк нанял двух бывших американских сенаторов Трента Лотта и Дж. Бро в качестве лоббистов от фирмы «Скваэр Паттон Боггс» после того, как власти США добавили этот российский банк в список организаций, которым запрещено делать займы в США. «Центр за честность в обществе» (CPI) предал огласке эти факты и началась публичная критика. После этого Лотт и Бро поспешили заявить, что «больше не ожидают, что будут действовать как лоббисты». При этом Лотт и Бро не отрицали свое участие, но пытались представить ситуацию так, будто их втянули чуть ли обманным путем.

## Лоббизм иностранных государств и неамериканских организаций
Власти ряда государств прибегают к услугам американских лоббистов с различными целями, например, для создания позитивного имиджа своей страны в США. Так, посольство Эстонии в 2001—2002 годах заплатило лоббистской фирме 360 тыс. долларов для продвижения страны в НАТО, посольство Латвии заплатило лоббистским фирмам для достижения той же цели в 2001—2007 годах 750 тыс. долларов. В 2008 году Грузия наняла лоббистскую фирму за 630 тыс. долларов для продвижения своего вступления в НАТО. В 2012—2013 годах Бидзина Иванишвили занял первое место среди иностранных групп по суммам, истраченным на оплату услуг лоббистских фирм, заплатив лоббистам 2,852 млн долларов.
К услугам лоббистов прибегают не только небольшие страны, но и крупные государства. Например, фирма «Hogan & Hartson» получила от правительства КНР в 2007—2008 годах 664 тыс. долларов. Вообще лоббизмом (согласно отчетам лоббистских фирм) занимаются группы интересов как из стран-союзников США, так и из государств-противников Соединенных Штатов.
Лоббирование интересов иностранных компаний и государств происходит путем использования различных аргументов. Например, лоббирование статуса нормальных торговых отношений с России (когда Россия вступала в ВТО) аргументировалось защитой интересов американских фермеров. Израильское лобби использует такой аргумент: «Израиль защищает интересы США на Ближнем Востоке». Лоббирование принятия Китая в ВТО и снятие экономических санкций с Китая в 2001 году прошли под лозунгом: «американские товары продвигают демократию».
Лоббизм интересов правительств иностранных государств регулируется законом 1938 года. Этот закон обязывает генерального прокурора США предоставлять отчеты о характере, источнике и содержании материалов, распространенных агентами иностранных руководителей Конгрессу и правительству США. Закон 1938 года также обязывает юридических и физических лиц (включая лоббистов, действующих в иностранных интересах) подавать отчеты в Министерство юстиции США. Благодаря этим отчетам, известны имена этих иностранных агентов и выплаченные ими суммы на лоббирование.
В 2017 году президент США Дональд Трамп ввёл пожизненный запрет для чиновников администрации президента США на лоббирование в интересах иностранных правительств. Тем не менее, в президентство Трампа продолжался лоббизм в интересах иностранных правительств. Так, в январе 2018 года канцелярия президента частично признанной Республики Косово выплатила более 500 тыс. евро американской лоббистской фирме «Балард Партнерс» за организацию встречи президента Косово Хашима Тачи с Дональдом Трампом. За эти деньги фирма оказывала «консультативные услуги» — 20 апреля 2018 года Брайан Балард при встрече с Трампом передал ему просьбу посла Косово в США о встрече между американским и косовским президентами в Вашингтоне.

### Российский лоббизм в США и его противники
Российский лоббизм (через американских лоббистов) осуществляется в США с 1990-х годов. Лоббирование идет как через правительство России, так и со стороны российских компаний. Например, правительство России числится в иностранных агентах, так как заплатило юридическим фирмам «Элстон энд Бёрд ЛЛП» (Alston & Bird LLP) и «Кетчум инк.» (Ketchum Inc) в 2013—2014 годах за информационные услуги:
- Освещение пресс-конференций и интервью российских официальных лиц;
- Контакты по статье Владимира Путина;
- Освещение Саммита G20, Открытого форума инноваций;
- Распространение информации о деятельности Газпрома и его пресс-релизов;
- Контакты с участниками Валдайского дискуссионного форума.

Дочернее предприятие Газпрома в 2013—2014 года оплатила контакты с юридическими фирмами «Кетчум инк.» (Ketchum Inc), «Винейбл ЛЛП» (Venable LLP) и «Кларк энд Вайншток» (Clark & Weinstock): на поддержку отношений с прессой и информационные услуги.
В целом российские группы интересов тратят сравнительно мало денег на лоббистские фирмы, а с 2006—2008 годов результативность лоббирования снизилась из-за ухудшения российско-американских отношений. Кроме того, недостаточно развита инфраструктура для лоббирования. Так, по состоянию на 2015 год «вашингтонские представительства» имели только НПО «Энергия» и Техснабэкспорт.
За период 1999—2013 годов более 100 тысяч долларов на лоббизм потратили следующие российские группы:
- РАО ЕЭС — 10 млн долларов (2003—2004 годы);
- Альфа-банк — 4,5 млн долларов (в 2004—2011 годах);
- Менатеп (GML) (бывшие акционеры ЮКОС) — 4,14 млн долларов (в 2003—2013 годах), сам ЮКОС в 2004 году потратил 40 тысяч долларов;
- НТВ — 2,5 млн долларов (в 2001—2003 годах);
- Техснабэкспорт — 640 тысяч долларов (в 2008—2011 годах);
- Строймедиаресурс лимитед — 240 тысяч долларов (2006 год)

В США существуют также российские антилоббисты, которые препятствуют лоббированию российских групп интересов. Всегда огромное значение имеет представление лоббируемого нормативного акта и целей лоббирования (или антилоббирования). Так перед кризисом 2008 года антилоббисты, противясь скупке американских активов российскими компаниями, использовали два аргумента:
- Активы скупают управляемые Кремлем компании, что является угрозой стратегическим интересам США;
- Скупкой активов бизнес, связанный с мафией, отмывает деньги.

После кризиса 2008 года обвинения в коррупции со стороны антилоббистов сменились иным аргументом: американские деньги должны работать на американцев. Этот аргумент приносит результат. Примером является борьба против «Северстали».
«Северсталь» смогла пролоббировать в Министерстве экономики США решение о предоставлении ей государственных кредитов США на модернизацию сталелитейного комбината «Северсталь Диборн» в Мичигане. Однако против этого кредита в 730 млн долларов выступил конгрессмен Д. Айсса, который написал министру экономики США следующее:
- На момент предоставления кредита «Северсталь» была готова выпускать стальной лист;
- Кредитная программа правительства США была задумана для поддержки американских производителей

Против кредита «Северстали» выступили сенаторы Дэн Коутс и Пэт Туми, которые заявили, что продукция подобная тому, которую выпускает «Северсталь», производится на заводах в их штатах. Несмотря на обращение «Северстали» к лоббистской фирме «Кларк Хилл ПЛС» (Clark Hill PLC) в кредите было в итоге отказано. Коутс приветствовал этот отказ, отметив, что это решение было благом для сталеваров Индианы и Пенсильвании. «Северсталь» не получила поддержку от сенаторов от Мичигана (где располагался ее комбинат). Дмитрий Графов отметил причину такого отсутствия поддержки в том, что «Северсталь» не выстроила отношения с сенаторами и конгрессменами от Мичигана, не поддерживала их избирательные кампании.
«Норильский никель» потерпел поражение в лоббистской кампании в 2010 году, когда этой российской компании пришлось продать свою долю в «Стилвотер майнинг». Эта компания поставляла «Дженерал моторс» палладий и платину. В 2008 году (когда акции «Дженерал моторс» перешли к правительству США) сенатор от Монтаны Джон Тестер и губернатор Монтаны Брайан Швейцер заявили, что американские автопроизводители должны иметь дело с американскими же поставщиками.«Норильский никель» не предпринял лоббистских усилий: не было попыток выстроить кампанию ни в органах власти штата, ни через общественное мнение.
Были успешные попытки лоббирования со стороны российских групп интересов. Примером является «Техснабэкспорт». Эта компания поставляла в США переработанный оружейный уран по программе «НОУ-ВОУ». Две американские компании (United States Enrichment Co., USEC и ConverDyn), которые поставляли уран, были недовольны дешевым российским ураном и начали антидемпинговые процедуры. Министерство торговли США ввело жесткие ограничения. Техснабэкспорт был долгие годы связан квотами на поставку и обязанностью торговать через американского посредника.
В 2006 году Техснабэкспорт нанял за 210 тысяч долларов в год лоббистскую фирму «Ди-Си невигейторс» (DC Navigators). Эта фирма предприняла лоббистские усилия в Конгрессе США (в обеих палатах), в Администрации Президента США и в Министерстве энергетики США. В 2007 году американский суд по международной торговле установил, что Министерство торговли США неправомерно начало антидемпинговое расследование против Техснабэкспорта. Однако американская урановая фирма ЮСЕК (United States Enrichment Co.) в ответ под предлогом российско-грузинской войны 2008 года начала бороться против ратификации российско-американского соглашения, которое должно было лишить ЮСЕК прав исключительного агента на закупку российского урана.
Со своей стороны в 2008—2009 годах Техснабэкспорт заплатил 160 тысяч долларов лоббистской фирме «Кэссиди энд Эссошиэйтед» (Cassidy & Assosiates) за лоббирование в Конгрессе США, Министерстве энергетики, Государственном департаменте и Министерстве торговли. Дополнительно работала пиар-фирма «ЭПКО ворлдвайд» (APCO Worldwide). В 2010 году президент США вновь внес российско-американское соглашение на ратификацию Конгресса США. С резолюцией «О неодобрении соглашения» выступили конгрессмен от Массачусетса демократ Эд Марки и республиканец от Небраски Дж. Фортенберри. Однако в итоге Соглашение, пролежав в Конгрессе США 90 дней, было автоматически ратифицировано.
Таким образом лоббистские усилия увенчались успехом: было принято решение об отмене лимита на поставку урана в США после 2020 года, а до того было предусмотрено его постепенное повышение. В итоге лимит на поставку урана в США в 2011—2013 годах был увеличен с 16 тонн до 41 тонны. В этой лоббистской кампании существенную роль сыграли юристы, которые нашли лазейку в законодательстве, добившись признания того, что поставка урана — не поставка товара, а услуга. На 2015 год это была единственная успешная лоббистская кампания российской стороны, при которой деньги, потраченные на лоббистов, себя оправдали.
Альфа-банк по просьбе российских властей лоббировал вступление России в ВТО. Лоббистская кампания продолжалась 9 лет и на нее было потрачено 3,48 млн долларов. За вступление России в ВТО и отмену поправки Джексона — Вэника выступали американские производители мяса кур, компании «Боинг» и «Хьюлет-Паккард». В Сенате США вступление России в ВТО поддерживали председатель комитета по финансам Макс Бокус и Оррин Хэтч. Бокус в 2011 году в России встречался с Дмитрием Медведевым. Их аргументы сводились к тому, что вступление России в ВТО — подарок для американских фермеров, рабочих и предприятий. За 2012 год более 30 раз в Конгрессе США Бокус говорил одно и то же (с некоторыми изменениями): в США будут новые тысячи рабочих мест, а объем американского экспорта в Россию удвоится за пять лет. В Палате представителей Конгресса США за вступление России в ВТО выступал председатель бюджетного комитета Д. Кэмп.
Другие компании требовали от России дать обязательство о защите интеллектуальной собственности: Майкрософт, Американская ассоциация кинокомпаний (MPAA) и Американская ассоциация звукозаписи (RIAA). Кроме того, были сторонники сохранения поправки Джексона — Вэника: сенатор Бен Кардин и старший член бюджетного комитета Палаты представителей С. Левин. Они хотели увязать торговлю с Россией и соблюдение прав человека в России. В итоге Россия в ВТО вступила, поправка Джексона — Вэника была отменена, но принят закон Магнитского.
В 2014 году США ввели санкции против ряда российских компаний. Некоторые попавшие под санкции компании наняли лоббистов, чтобы добиться отмены ограничений. В частности, американским лоббистским фирмам заплатили Газпромбанк и Новатэк.
Обращение к американским лоббистам в этих условиях в одном случае помогло избежать санкций. Центр имени Хруничева благодаря лоббистской фирме «Мэдисон групп» (Madison Group) избежал санкционного запрета на продажу электронных компонентов для спутников. Лоббисты доказывали, что запрет на приобретение американских электронных компонентов сделает невозможным вывод в космос американской полезной нагрузки путем использования ракеты «Протон».
В США в 2000—2010-е годы проводились попытки лоббирования антироссийских законопроектов. Так, «старое» НТВ через фирму «Скваэр Паттон Боггс» добилось принятия Конгрессом США резолюции № 128 и законопроекта 2121 «О демократии в России» (2001—2002 годы). Это была попытка бывшего собственника НТВ давить на российские власти через власти США.
В 2005 году началась борьба бывших акционеров ЮКОСа, Менатепа и группы «Американские держатели акций нефтяной компании ЮКОС» против властей России за компенсацию потерянных активов. Эта группа потратила к концу 2013 года 4140 мон долларов на лоббистов.

### Лоббизм со стороны украинских организаций
Украинская оппозиция Виктору Януковичу платила лоббистским фирмам в связи с делом Юлии Тимошенко. Александр Тимошенко и Европейский центр современной Украины заплатили американским лоббистам более 700 тысяч долларов, но добились только следующего:
- Принятия двух резолюций S.RES.466 и H.RES.730 с призывом освободить Юлию Тимошенко;
- Приглашение Евгении Тимошенко (дочери Юлии Тимошенко) на молитвенный завтрак с президентом Бараком Обамой (в числе 5 тысяч гостей);
- Заявление пресс-службы Белого дома, что администрация Белого дома разочарована заключением Тимошенко.

### Иранское лобби
Иран вынужден лоббировать в условиях противостояния с США. В США действует оппозиционное иранским властям Ирано-Американское сообщество Северной Калифорнии (с отделениями в других штатах), которое выступает за угнетенных властями иранцев. При этом данное сообщество выступает против любого военного вмешательства в дела Ирана.

### Азербайджанское лобби
В США действует азербайджанское лобби. Его деятельность связана с борьбой против армянского лобби, которое добивается санкций против Азербайджана из-за конфликта в Нагорном Карабахе. В 1992 году Конгресс США принял «Акт в поддержку свободы», запретивший прямую финансовую помощь США Азербайджану. В США были созданы комитет политических действий «Альянс Азербайджан — США» и «рабочая группа по Азербайджану» в Конгрессе США (в нее на 2015 год входил 61 конгрессмен).

## Петиционные сайты, использующие лоббистские методы
Формой лоббистской деятельности является продвижение открытых петиций в органы власти за плату. По этому принципу действует зарегистрированный в США сайт Change.org. Петиции, размещённые на нём, адресованы представителям власти во всем мире, в том числе в России. За деньги петиция, размещенная на этом сайте будет показана определенному числу пользователей (их количество зависит от размера взноса):
На сайте также было размещено уточнение: «Чем больше сумма, тем больше людей увидят эту петицию и получат приглашение её подписать».
Подобная практика сбора денег за продвижения петиции нравится далеко не всем пользователям. На портале Change.org появилась петиция, адресованная команде этого сайта, с требованием прекратить платный показ петиций, «особенно если речь идет о больных и страдающих людях».